# Antherothamnus
Antherothamnus é um género botânico pertencente à família Scrophulariaceae.